# Мімі Кіні
Мімі Кіні (нар. 5 серпня 1998, Лондон, Велика Британія) — англійська актриса. Найбільш відома своїми ролями Сінді Вільямс в мильній опері від BBC Мешканці Іст-Енду і Рубі Метьюз в серіалі від Netflix Статеве виховання.

## Кар'єра
Кін розпочала свою акторську кар'єру на сцені, дебютувавши на професійному рівні в ролі Джейн у виставі «Кін» в Театрі Королівський двір, демонстрація якої тривала з 19 листопада по 23 грудня 2010 року. У 2013 році Кін з'явилася в серілаі Sadie J від телеканалу CBBC в ролі Бренді Мей Лу, а також в серіалі Our Girl в ролі Джейд Доуз. У період з 2013 по 2015 роки Кін регулярно бере участь у зйомках серіалу Мешканці Іст-Енду; всього вона знялася у 122 епізодах. . У 2016 році Кін з'явився в одному з епізодів серіалу Casualty в ролі Лани Вестмор, а у наступному 2017 році в ролі Меган в серіалі The Escape. Кін також виконувала головну роль у іграх Castlevania: Lords of Shadow - Mirror of Fate та Castlevania: Lords of Shadow 2. У 2019 році Кіні зобразила на екрані молоду Едіт Братт (Толкін) у фільмі Толкін,  а також з'явилася у головній ролі в серіалі Статеве виховання від Netflix. У 2023 році вийшла стрічка за її участі Після. Назавжди.

## Фільмографія
| Рік       | Назва                                         | Роль                    | Примітки               |
| --------- | --------------------------------------------- | ----------------------- | ---------------------- |
| 2013      | School for Stars                              | Саму себе               | 2 епізоди              |
| 2013      | Sadie J                                       | Бренді Мей Лу           | Епізод                 |
| 2013      | Castlevania: Lords of Shadow - Mirror of Fate | Еуравль, Стено & Медуза | Відеогра               |
| 2013      | Our Girl                                      | Джейд Доуз              | Епізод                 |
| 2014      | Castlevania: Lords of Shadow 2                | Еуравль, Стено & Медуза | Відеогра               |
| 2013–2015 | Мешканці Іст-Енду                             | Сінді Вільямс           | Регулярно; 122 епізоди |
| 2016      | Casualty                                      | Лана Вестмор            | Епізод                 |
| 2017      | The Escape                                    | Меган                   | Короткометражний       |
| 2019      | Close                                         | Клер                    | Повнометражний         |
| 2019      | Толкін                                        | Юна Едіт Братт          | Повнометражний         |
| 2019–2023 | Статеве виховання                             | Рубі Метьюз             | Головна роль           |
| 2023      | Після. Назавжди                               | Nathalie                |                        |
| 2025      | У напрямку до нуля                            | Кей Стрендж             | Мінісеріал, 3 епізоди  |

## Нагороди та номінації
| Рік  | Премія                  | Категорія                      | Робота            | Результат | Посилання |
| ---- | ----------------------- | ------------------------------ | ----------------- | --------- | --------- |
| 2014 | The British Soap Awards | Найкращий виступ молоді        | Мешканці Іст-Енду | Номінація | [ 9 ]     |
| 2015 | Inside Soap Awards      | Найкращий Кращий молодий актор | Мешканці Іст-Енду | Номінація | [ 10 ]    |